# 정민규 (1982년)
정민규(1982년 7월 10일 ~ )는 대한민국의 희극 배우이다.

## 학력
- 중부대학교

## 출연작

### 방송
- 웃찾사 (SBS)
  - <개그우먼 홍현희>
  - <문학청년>
  - <보톡스 오빠>
  - <사랑은 ing>
  - <잠들지마세요>
- 개그1 (SBS)
- 개그투나잇 (SBS)

### 영화
- 내 연애의 기억 - 남자교관 역 (우정출연)